# Середньовічна болгарська література
Болгарська література раннього середньовіччя представлена трьома групами творів: 
- релігійна (висока) література;
- народна (низька) література;
- фольклор.
Висока література пов'язана із розквітом болгарського царства, зокрема у часи царя Симеона (893—927). Рання середньовічна болгарська література розвивалася у дусі традицій, закладених учнями святих Кирила і Мефодія. Основними освітньо-літературними осередками тогочасної Болгарії були Преслав та Охрід. Більшість літературних творів була релігійного змісту і створювалася для потреб церкви для просування і закорінення християнства. У цей час були по-новому переписані основні староцерковнослов'янські пам'ятки, що постали у попередній період (у часи т.з. місії), — Євангелії, Псалтир, молитовник, а також з'явилися переклади інших теологічних та літургійних творів.  Проте також поширювалися і книги змішаного чи цілком світського характеру. Ці книги мали значну доктринальну та пізнавальну цінність. Зокрема, було перекладено візантійську хроніку Йоханна Малаласа, «Фізіологію», можливо, географічний і космографічний твір Козьми Індиклопава, а також «романи»: «Александрія» і східний дидактичний роман «Каліла та Дімна» (арабська назва)/ «Штефаніт та Іхнілат» (слов'янська). Оповідні жанри можуть бути як релігійними, наприклад, так звані патристичні оповідання, так і - світськими. Вчені також говорять про староболгарську поезію і виділяють два її типи - декламаційну та пісенну. До другого типу належить найбільш розвинений жанр релігійного гімну. 
Релігійна література поділяється на канонічну (визнану церквою) і апокрифічну, до якої належать єритичні книги, передусім богомилів. Єретичні книги заборонялися спеціальними законодавчими актами (індексами), а тому їх екземплярів збереглося дуже мало. Водночас, інформацію про них можна отримати з полемічних антиєретичних трактатів. 
Популярним жанром тогочасної літератури була агіографія – розповіді про подвижницьве життя святих та знаних церковних діячів. Показовими для того часу були житія Алексія, Божої людини; святого Георгія та інших. Також болгарські книжки описували місіонерсько-просвітницьку діяльність святих Кирила і Мефодія та їхніх учнів, Наума, Климента Охрідського, а також першого болгарського святого – Івана Рильського. Хоча зберіглося у різних списках  багато агіографічних творів, написаних старослов‘янською мовою, нині важко визначити, які з них були оригінальними, а які перекладними, оскільки у часи раннього Середньовіччя інституція автора не була сформована і часто важко визначити, чи текст є авторським, перекладом чи переробкою ранішого тексту.
До безсумнівно оригінальних належить трактат Чорноризця Храбра «Про письмена», у якому висвітлюються обставини виникнення слов‘янської писемності. Цей псевдонім лишився нерозкритим, але часом його пов‘язують із царем Симеоном.
Плідним болгарським письменником середньовіччя був Климент Охрідський – автор церковних проповідей та похвальних слів, повчань тощо, творчість якого справила вагомий вплив на формування болгарської писемності.
Одним із найпомітніших постатей староболгарської літератури був Константин Преславський, відомий як укладач Учительного Євангелія, що складається з «Азбучної молитви», прозової передмови, 51 повчальної бесіди, Церковної розповіді та витягів з візантійських хронік, які він назвав «Історікії» - першої праці з історії, перекладеної старослов‘янською мовою. «Центральне місце в Учительному Євангелії посідають бесіди, пов‘язані церковним календарем. Вони містять відповідні уривки євангелічних текстів, які належало зачитувати щонеділі впродовж цілого року під час богослужінь, а також повчання для вірних. Окрім суто релігійного призначення, повчальні слова мали культурно-просвітницьке спрямування», зазначає В.Чорній.
Значний вплив на розвиток літератури справив цар Симеон. Він володів грецькою мовою, добре знав візантійську літературу і античну спадщину. З його глибокого зацікавлення Йоанном Златоустим виник збірник «Златоструй», для якого Симеон підібрав найкращі тексти мислителя і переклав їх старослов‘янською. Цей збірник став однією з найпопулярніших книг православно-слов‘янської літератури. З іменем Симеона також пов’язаний «Симеоновий збірник», який київський князь Святослав під час балканських походів вивіз до Києва. Приблизно через сто років диякон Йоанн переписав цю книгу для київського князя Святослава Ярославовича і відома в Україні як «Збірник Святослава». «До нього увійшло майже чотириста різних за змістом та обсягом статей. Це головним чином твори морально-етичного, канонічного, догматичного, історичного, літературного та іншого характеру. Збірник – це, по суті, енциклопедія тогочасної науки та освіченості. Він дає підстави говорити про початок відокремлення світських знань від богослужбової літератури», підсумовує В.Чорній.
Відомі тогочасні болгарські письменники, зокрема, учні Мефодія: Климент Охридський та Костянтин Преславський. Клименту Охридському належить авторство великої кількості молитов, а доробок Костянтина Преславського складають житія, навчальне Євангеліє і переробка «Алфавітної молитви». Іоанн, екзарх Болгарії, створив дві великі компіляції, що містять і оригінальні частини: «Гексамерон» (шестиднев) та «Небеса» (вільна обробка «Джерел знань» Йоханна Дамасценуса). У його творчості також можна відстежити початки полеміки з дуалістичною церквою «богумилів». Козьма Пресвитер залишив низку молитов, серед них — спрямованих проти богумилів.
Натомість твори богумилів дійшли до нас лише у пізніх списках та фольклорних варіантах.
Крім того, з тих часів відомі також анонімні твори, зокрема — легенда про святого єпископа Наума Охридського.